# West Meon
West Meon – wieś i civil parish w Anglii, w hrabstwie Hampshire, w dystrykcie Winchester. Leży 22 km na wschód od miasta Winchester i 87 km na południowy zachód od Londynu.